# Північномуйський тунель
56°13′58″ пн. ш. 113°26′03″ сх. д. / 56.232833333333° пн. ш. 113.43405555556° сх. д.
Північномуйський тунель імені Володимира Бессолова (рос. Северомуйский тоннель, бур. Хойто Муяын туннел, евенк. Долбор Муя туннел) — залізничний тунель на Байкало-Амурській магістралі (скорочено БАМ), відкритий 5 грудня 2003. Свою назву тунель отримав за назвою Північно-Муйського гірського хребта в Бурятії, який він пронизує наскрізь. За протяжністю (15 км 343 м) є найдовшим тунелем у Росії. Розрахунковий термін експлуатації тунелю оцінюють у 100 років.

## Історія
Північно-Муйський гірський хребет — був однією з найскладніших ділянок залізниці. До відкриття Північномуйського тунелю потяги слідували обхідною залізничною гілкою завдовжки 54 км, що складається з численних крутих серпантинів і високих віадуків, включаючи знаменитий «Чортів міст». Потяг був вимушений лавірувати між сопками, пересуваючись із максимальною швидкістю 20 км на годину і ризикуючи потрапити під схід лавини. На підйомах виникала необхідність штовхати склади допоміжними локомотивами. При цьому шлях займав 2,5 години, тоді як рух через тунель займає всього 15 хвилин. Ділянка вимагала великих витрат на утримання колії і забезпечення безпеки руху.
Задля зменшення цих витрат та швидшого руху потягів було вирішено спорудити тунель. Підготовчі роботи було розпочато 1975 року, а прохідницькі роботи розпочато 1977 року. Будівництво тривало 24 роки та було завершено 2001 року. Офіційно тунель відкрили того ж року, однак постійний рух тунелем було відкладено до 2003 року.
Під час будівництва за офіційною статистикою загинуло 56 осіб.

## Економічне значення
Тунель має важливе логістичне значення для російської економіки, забезпечує сполучення Росії з комуністичним Китаєм та комуністичним режимом у північній частині Кореї. Обидві країни підозрюються в наданні військової допомоги російській стороні у нападі на Україну.

## Випадки

### Вибухи на БАМі
У ніч на 30 листопада 2023 року, під час проїзду тунелем вантажного потягу, пролунало декілька вибухів. За інформацією, поширеною новинними виданнями, у тунелі спрацювало чотири вибухові пристрої. До складу вантажного поїзда входили 41 цистерна з паливом, три цистерни з авіаційним пальним та шість вагонів із чорним металом. Рух тунелем на перегоні Ітикіт — Окусікан Східно-Сибірської залізниці було зупинено.
Наступного дня, 1 грудня 2023 року, вибухнув вантажний потяг, що прямував обхідним мостом (чотири цистерни з паливом згоріли, ще дві отримали пошкодження; паливо розлилося на площі 150 м²). Унаслідок вибухів будь-який рух БАМом було повністю зупинено на невизначений час.
1 грудня 2023 року російське Східне міжрегіональне слідче управління на транспорті порушило кримінальну справу за частиною 1 статті 205 КК РФ («Теракт»), тоді як в українських новинних виданнях організацію цих вибухів поклали на Службу безпеки України (СБУ), однак там заперечили свою причетність до вибухів. Телеканал CNN (США) заявив, що його «джерело в українських спецслужбах зізналося» — вибух організований Службою безпеки України, яка обрала даний об'єкт, оскільки вважала його «єдиним великим залізничним сполученням між Росією та Китаєм», і що для диверсії використовувалися чотири вибухові пристрої.
Рух на перегоні Ітикіт — Окусікан відновився 2 грудня, о 23:20 за місцевим часом.
7 грудня 2023 року Центр громадських зв'язків Федеральної служби безпеки РФ повідомив про буцімто затримання підозрюваного в підриві двох поїздів. За даними російської спецслужби, підозрюваний — 52-річний громадянин Білорусі, якого затримано в Омській області та який зізнався в тому, що працював під контролем українських спецслужб, отримуючи вказівки від іншого громадянина Білорусії, який мешкає в Литві і також діє під контролем спецслужб України.
За оприлюдненою версією ФСБ, підозрюваний забрав магнітні міни зі схованки та заклав їх на цистернах вантажних поїздів у Північно-Байкальському районі Бурятії з метою «руйнування об'єктів критичної транспортно-енергетичної інфраструктури». Цілями підривів 29 та 30 листопада були поїзди з нафтопродуктами, що прямували за маршрутами Тайшет — Тинда і Тайшет — Нерюнгрі. ФСБ показала оперативне відео із затриманим, який каже, що «його знайомий попросив привезти посилку за винагороду».